# RK Bosna Sarajevo
RK Bosna Sarajevo ist ein bosnischer Handballverein aus Sarajevo. RK Bosna Sarajevo spielt derzeit in der zweiten Handball Liga des Landes der Prvoj rukometnoj ligi Federacije BiH - Jug. Im Jahr 2011 gewann die Männermannschaft zum siebten Mal in der Vereinsgeschichte die bosnische Meisterschaft. Die Heimspielstätte ist die Dvorana Mirza Delibašić mit einer Kapazität von 5000 Zuschauern.

## Geschichte
In der Saison 2009/10 gewannen sie ihre sechste Meisterschaft und konnten den bosnischen Pokal gewinnen, was zur erneuten Teilnahme an der Champions League berechtigte. Der siebte Meistertitel folgte ein Jahr später. Im Pokal schied man im Halbfinale aus, nachdem man Zuhause gegen HRK Izviđač Ljubuški mit 25:28 verlor. In der Champions League erreichten sie, in einer Gruppe mit BM Ciudad Real, SG Flensburg-Handewitt und RK Zagreb, einen vierten Platz. Dieser ermöglichte ihnen zum ersten Mal, am Achtelfinale teilzunehmen, wo sie gegen Medwedi Tschechow spielten und mit zwei klaren Niederlagen ausschieden. In der EHF Champions League 2011/12 schied Bosna nach deutlichen Niederlagen bereits in der Gruppenphase aus.

## Erfolge
- Bosnischer Meister: 2002–2003, 2005–2006, 2006–2007, 2007–2008, 2008–2009, 2009–2010, 2010–2011
- Bosnischer Pokalsieger: 2002–2003, 2003–2004, 2007–2008, 2008–2009, 2009–2010
- Jugoslawischer Pokalsieger: 1963
- Jugoslawischer Meister (Feldhandball): 1958

## Bekannte ehemalige Spieler und Trainer
| - Risto Arnaudovski - Abas Arslanagić (Trainer) - Mirza Čehajić - Damir Doborac - Nebojša Golić - Nebojša Grahovac - Adnan Harmandić - Petar Kapisoda - Fahrudin Melić | - Žikica Milosavljević - Peter Pucelj - Stanko Sabljić - Zvonimir Serdarušić - Irfan Smajlagić (Trainer) - Enid Tahirović - Muhamed Toromanović - Faruk Vražalić |